# Панянка-Селянка
«Панянка-Селянка» — реаліті-шоу, яке дає можливість двом дівчатам з протилежним світам — бідній селянці та багатій міській дівчині, — помінятися місцями на три дні. Вперше з'явився на телеканалі ТЕТ у 2014 році. Повторні покази з повним українським дубляжем транслюється на тому ж каналі.

## Героїні реаліті-шоу «Панянка-Селянка»
Героїні реаліті-шоу «Панянка-Селянка» — дівчата з різних світів, село і місто. Одна з них живе в місті, родом з багатої і забезпеченої сім'ї. Вона відпочиває на елітних курортах, одягається у відомих дизайнерів, їздить на дорогих машинах. Друга дівчина — повна протилежність першої. Вона живе в провінції. За умовами шоу героїні міняються всім: будинками, роботами, захопленнями і навіть друзями. Кілька днів «селянка» купатиметься у розкоші, ні в чому собі не відмовляючи, а от «панянка» житиме сільським життям. 
Подібні зміни в житті дівчат, за задумом авторів шоу, допоможуть їм переоцінити своє життя на межі двох світів — села та міста. У фіналі програми панянка та селянка розповідають одна одній про обмін і подальші плани на життя.

## Міжконтинентальний сезон
У 2016 році вийшов Міжконтинентальний сезон, який зробив обмін між селом і містом ще більш масштабним. Кожен випуск міжконтинентального сезону — це дві нові героїні і дві різні країни.
Вихід «Панянки-селянки» підвищив частку слоту на ТЕТ майже в чотири рази.

## Команда проекту
Продюсер: Олексій Гончаренко, Юліана Райцина.
Керівники проекту: Юліана Райцина.
Автори ідеї: Юліана Райцина.
Технологічні продюсери: Олександр Боднар.
Лінійні продюсери: Юрій Шевчук.
Координатор: Олена Міхеєнко, Катерина Чайка, Катерина Третьякова.
Шеф-редактор: Юлія Жданович, Ганна Гостра, Олена Коротка.
Редактор: Вікторія Дудченко, Ольга Соколовська, Марія Науменко, Яна Гришкіна, Світлана Бритвенко, Марія Токарєва, Анастасія Ковбасенко, Вікторія Білега, Аліна Трященко, Олена Тишкова.

## Регіональні ЗМІ про своїх земляків у реаліті-шоу «Панянка-Селянка»
- м. Івано-Франківськ[2]
- м. Верховина Івано-Франківської області[3]